# МЮ (проект школы)

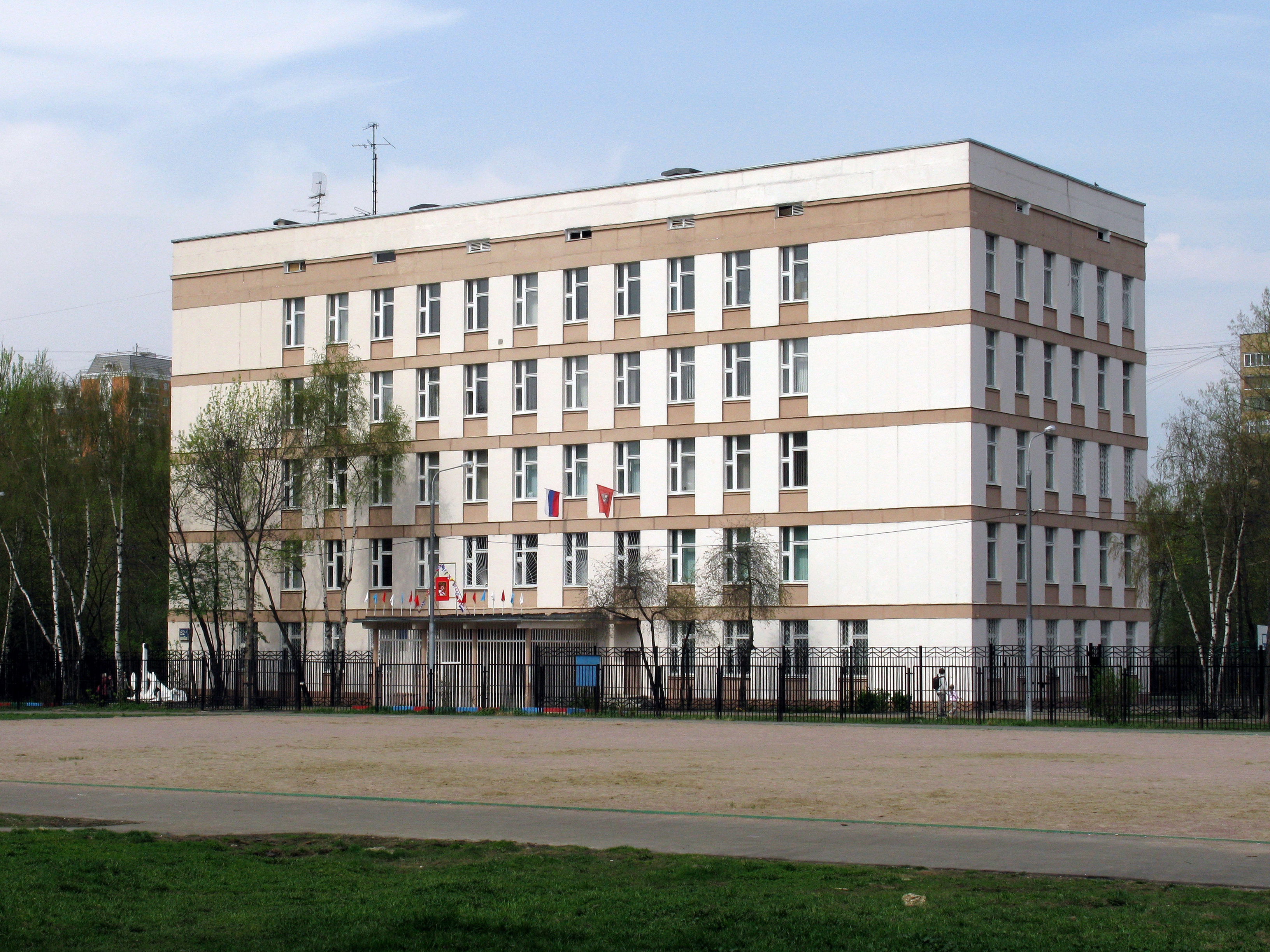
Главный фасад школы проекта МЮ-1
(15-я Парковая улица, д. 52-а)

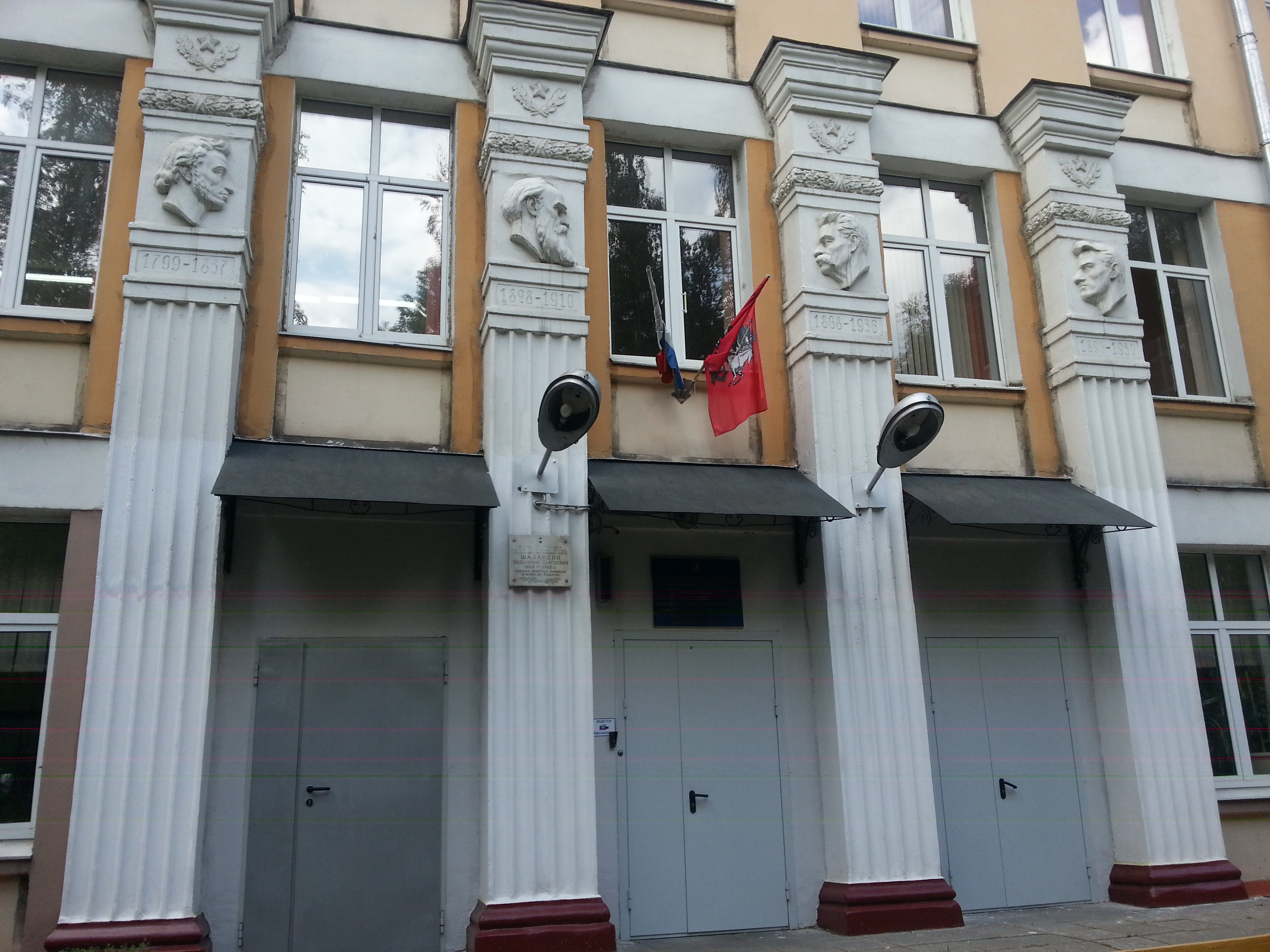
Пилоны с портретами писателей на фасаде школы проекта МЮ (ул. Благуша, 6)

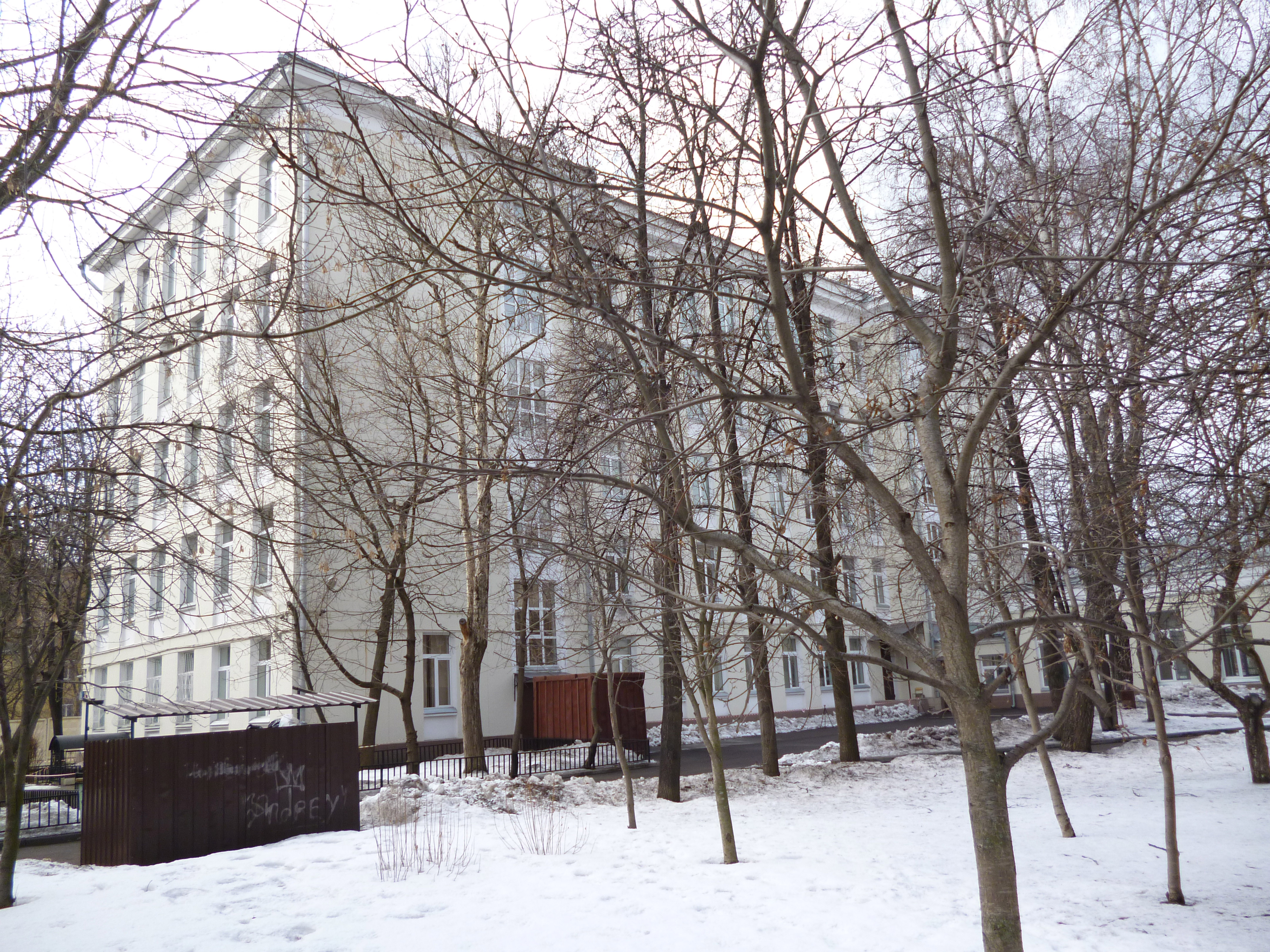
Дворовый фасад школы проекта МЮ-1
(Дубосековская ул., 3).
Справа — пристроенный спортзал

МЮ — типовой проект крупноблочной пятиэтажной школы на 880 учащихся, разработанный в 1955 году в Моспроекте (архитекторы А. М. Степанов и И. А. Чекалин). Он пришёл на смену типовому проекту Т-2. По проекту МЮ и его модификациям МЮ-1 и МС в конце 1950-х — середине 1960-х годов в Москве было построено несколько десятков школ.

## История
В середине 1950-х годов в СССР активно внедрялось индустриальное домостроение. В 1954 году в Москве Специальным архитектурно-конструкторским бюро Мосгорисполкома был разработан типовой проект блочной школы с кодовым названием Т-2, по которому было построено больше десятка школ.
В 1955 году в 16-й мастерской Моспроекта, руководимой Д. Н. Чечулиным и занимавшейся строительством административного здания в Зарядье, был разработан новый типовой проект блочной школы. Авторами проекта были архитекторы А. М. Степанов и И. А. Чекалин, инженер-конструктор Л. Межекова, инженеры С. Баракович, Г. Тер-Миносян в сотрудничестве с инженерами-технологами Н. Порядковым и А. Фоминым и инженером по монтажу зданий Н. Викторовым. Проект получил кодовое название МЮ. В этой аббревиатуре «М» означает Моспроект, а «Ю» — юг (школа была рассчитана на южную ориентацию главного фасада). Параллельно был разработан проект с кодовым названием МС, рассчитанный на северную ориентацию главного фасада. МЮ и МС по всем параметрам превосходили Т-2, и в 1956 году было решено строить блочные школы только по этим проектам. Всего в Москве было построено несколько десятков школ МЮ и менее десяти школ МС. Несколько зданий проекта МЮ было построено и в других городах России.
Вскоре после начала массового строительства в проект МЮ стали вноситься изменения. Спортивный зал, первоначально размещавшийся на пятом этаже, был вынесен в отдельную пристройку, так как исходящий от него шум распространялся по всему зданию. Ожидания проектировщиков, что особые конструкции перекрытий снизят уровень шума, не оправдались. Разработанный в 1957 году усовершенствованный проект с вынесенным отдельно спортивным залом получил кодовое название МЮ-1.
В дальнейшем в проект МЮ внесла коррективы кампания по борьбе с архитектурными излишествами. С фасада были убраны пилоны с изображениями писателей, а четырёхскатная крыша была заменена на плоскую.
В начале 1960-х годов в стране начался переход от блочных к крупнопанельным зданиям. В качестве замены блочных школ МЮ были разработаны проекты каркасно-панельных школы из нескольких корпусов. Одним из наиболее массовых проектов такого типа в Москве стал 65-426/1, известный в народе как «самолёт». В 1966 году в Москве строились 11 школ проекта МЮ и 22 школы проекта 65-426/1 «самолёт». Было принято решение в 1967 году строить школы только по новым типовым проектам, и от проекта МЮ отказались.

## Описание
Школа имеет 5 этажей и рассчитана на 880 учащихся. От предыдущих проектов МЮ отличается своими компактными размерами: 44,3×18,1 м. Площадь застройки составляет 762 м², объём здания — 17 655 м³. Высота каждого этажа составляет 3,9 м. Общешкольные помещения (буфет, актовый зал, кабинет директора) размещаются на первом этаже. Актовый зал сообщается с буфетом и вестибюлем, которые можно использовать как фойе. На первом этаже также запроектировано помещение для живого уголка площадью 32 м². В подвале размещено книгохранилище площадью 64 м². Две лестничные клетки с вертикальным остеклением размещены в задней части здания. Классы располагаются на 2-м, 3-м и 4-м этажах. Их двери вместо коридора выходят в просторный зал-рекреацию площадью 160 м². При физическом классе предусмотрена лаборантская площадью 25 м². На 5-м этаже над рекреациями размещается спортивный зал. Цокольный этаж площадью 140 м² может быть использован под технические мастерские.
По сравнению с предшествующими проектами периметр стен школ МЮ был сокращён примерно на 22 %, что обеспечивало сокращение расходов на отопление до 15 %. Количество типов блоков было сокращено до 59, что существенно меньше, чем у школ Т-2.
Снаружи школы МЮ напоминают Т-2, однако главный вход (три парадные двери) размещён в середине главного фасада. С обратной стороны у лестничных клеток размещены два запасных выхода. Между дверьми парадного входа на высоту двух этажей поднимаются пилоны с портретами русских писателей — А. С. Пушкина, Л. Н. Толстого, А. М. Горького и В. В. Маяковского (эта идея ранее использовалась в проекте Л. А. Степановой).
Проект МС с северной ориентацией главного фасада получается из МЮ путём незначительного изменения расположения комнат первого этажа. При этом на главный фасад выходят окна лестничных клеток с боковыми выходами. Парадный же выход с пилонами размещается в центре.

## Адреса зданий
Школы, построенные по проекту МЮ:

| - Благуша ул., 6 - Вернадского проспект, 55 - Волжский б-р, 52/29с1 - Вятская ул., 29 - Глинистый пер., 7с1 - Зорге ул., 4 - Ивантеевская ул., 25к1 - Ивантеевская ул., 25к2 - Ивантеевская ул., 32А - Кастанаевская ул., 28 - Кедрова ул., 11 - Кронштадтский б-р, 20Ак5 - Лихачёвский 4-й пер., 6с8 - Маршала Тухачевского ул., 43к1 - Матросова ул., 31 - Михалковская ул., 3 - Мнёвники ул., 14к1 | - Народного Ополчения ул., 16к4 - Новомихалковский 3-й проезд, 24 - Новомихалковский 4-й проезд, 14с3 - Новоподмосковный 4-й пер., 2А - Смольная ул., 37А - Смольная ул., 75 - Ткацкая ул., 47 - Туристская ул., 11к2 - Университетский проспект, 4А - Фомичёвой ул., 5 - Фомичёвой ул., 5к1 - Фотиевой ул., 14к1 - Фотиевой ул., 14к3 - Фотиевой ул., 18 - Яблочкова ул., 5с1 - Яблочкова ул., 5с2 |  |

Школы, построенные по проекту МЮ-1:

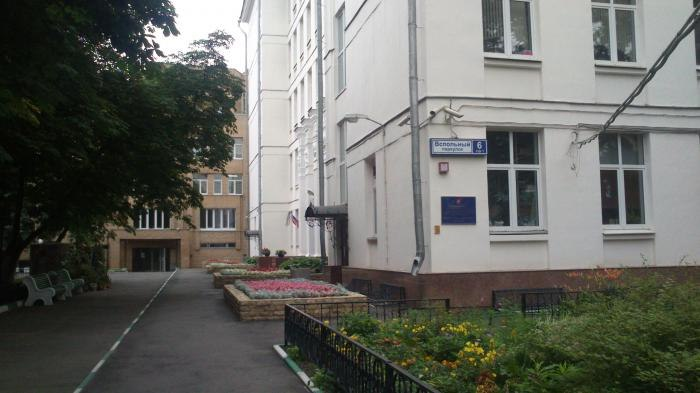
Школа проекта МС (Вспольный пер., 6).
На главный фасад выходят боковые входы и центральный вход с пилонами

| - Азовская ул., 31 - Амурская ул., 25А - Артамонова ул., 2 - Бойцовая ул., 6К8А - Бойцовая ул., 6К8Б - Бойцовая ул., 20 - Бойцовая ул., 25 - Валдайский пр., 14 - Вернадского пр., 57 - Генерала Карбышева б-р., 9, к. 1 - Герасима Курина ул., 10 - Дмитровское ш., 34к2 - Дубосековская ул., 3 - Живописная ул., 11к2 - Зеленоградская ул., 9 - Кастанаевская ул., 29, к. 1 - Кастанаевская ул., 59, к. 1 - Клинская ул., 22 | - Клинская ул., 24 - Космонавта Волкова ул., 23 - Кржижановского ул., 20/30к7 - Кронштадтский б-р, 20А, к.1 - Кронштадтский б-р, 33 - Лавочкина ул., 23А - Ленинградское ш., 94А - Линейный проезд, 11 - Молодёжная ул., 16Б - Нижегородская ул., 3Б - Нижнелихоборский 3-й проезд, 6А - Никитинская ул., 4А - Новоалексеевская ул., 8 - Новомихалковский 4-й пр., 9А - Новоостанкинская 3-я ул., 16 - Новопетровская ул., 1А - Парковая 5-я ул., 49 | - Парковая 5-я ул., 51 - Парковая 5-я ул., 58 - Парковая 5-я ул., 62 - Парковая 5-я ул., 1А - Петровско-Разумовский проезд, 27 - Прибрежный проезд, 12 - Пролетарский проспект, дом 7, корпус 3 - Профсоюзная ул., 15а - Профсоюзная ул., 33к4 - Свободы ул., 3к1 - Севастопольский проспект, 20А - Сходненская ул., 35 - Тенистый пр-д, 8, стр.1 - Федеративный проспект, 37А - Филёвская Б. ул., 39 - Флотская ул., 64 - Цюрупы ул., 14А - Цюрупы ул., 14Б - Яблочкова ул., 3 |

Школы, построенные по проекту МС:
- Вспольный пер., 6[14]
- Годовикова ул., 4[14]
- Радиаторская 2-я ул., 9[6]
- Солянка ул., 14Ас1[6]